# Ligne principale Shin'etsu
La ligne principale Shin'etsu (信越本線, Shin'etsu-honsen) est une ligne ferroviaire du réseau JR East au Japon. Elle relie la gare de Takasaki dans la préfecture de Gunma à la gare de Niigata, dans la préfecture de Niigata.
Depuis 1997, la ligne est morcelée : le tronçon entre Yokokawa et Karuizawa a été fermé, et les sections Karuizawa - Shinonoi et Nagano - Naoetsu ont été transférées à des opérateurs privés.

## Histoire

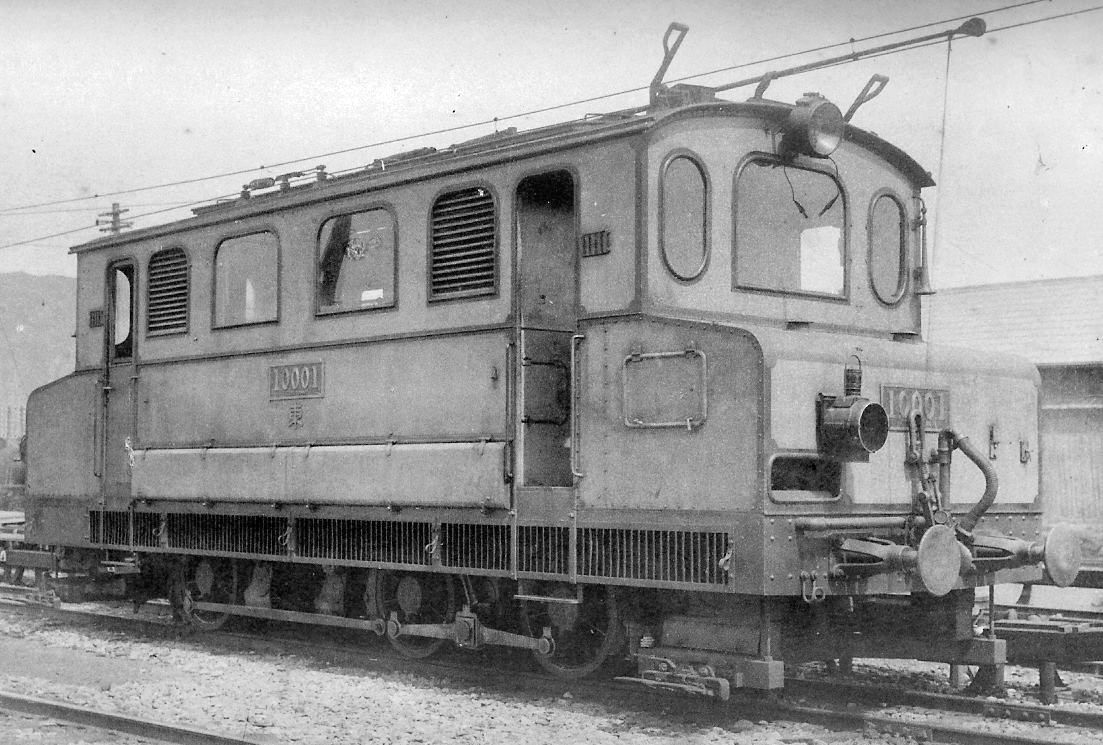
Ancienne locomotive à crémaillère du col d'Usui.

La Société gouvernementale des chemins de fer japonais ouvrit la ligne entre Takasaki et Yokokawa en 1885. La section entre Naoetsu et Sekiyama ouvrit l'année suivante, et la section Sekiyama - Nagano - Karuizawa en 1888. En 1893, la section à crémaillère du col d'Usui, entre Karuizawa et Yokokawa, fut inaugurée (pente moyenne de 6,7% sur 10 km).
En 1897, le chemin de fer du Hokuetsu ouvrit la section Naoetsu - Nagaoko, qui fut prolongée à Niigata en 1904.
Entre 1931 et 1980, la ligne fut progressivement mise en double voie. La crémaillère du col d'Usui fut déposée en 1973.
En 1997, l'ouverture de la ligne Shinkansen Nagano conduisit à fermer la section du col d'Usui et à transférer le tronçon Karuizawa - Shinonoi à la compagnie privée Shinano Railway. En 2015, à la suite du prolongement de la ligne Shinkansen Hokuriku, c'est au tour de la section Nagano - Myōkō-Kōgen d'être transférée à la Shinanoi Railway, tandis que l'Echigo Tokimeki Railway récupéra la section Myōkō-Kōgen - Naoetsu.

## Caractéristiques

### Ligne
- Longueur :
  - Takasaki - Yokokawa : 27,9 km
  - Shinonoi - Nagano : 9,3 km
  - Naoetsu - Niigata : 136,3 km
- Ecartement : 1 067 mm
- Alimentation : 1 500 Vcc par caténaire

### Liste des gares

#### Section Takasaki - Yokokawa
| Gare           | Nom japonais | Distance (km) | Correspondances | Localisation | Localisation        |
| -------------- | ------------ | ------------- | --- | ------------ | ------------------- |
| Takasaki       | 高崎         | 0             | JR East : Jōetsu Shinkansen, Hokuriku Shinkansen, Agatsuma, Jōetsu, Hachikō, Ryōmō, Takasaki Jōshin Electric Railway : Jōshin | Takasaki     | Préfecture de Gunma |
| Kita-Takasaki  | 北高崎       | 2,4           | | Takasaki     | Préfecture de Gunma |
| Gumma-Yawata   | 群馬八幡     | 6,4           | | Takasaki     | Préfecture de Gunma |
| Annaka         | 安中         | 10,6          | | Annaka       | Préfecture de Gunma |
| Isobe (ja)     | 磯部         | 17,6          | | Annaka       | Préfecture de Gunma |
| Matsuida       | 松井田       | 22,7          | | Annaka       | Préfecture de Gunma |
| Nishi-Matsuida | 西松井田     | 23,9          | | Annaka       | Préfecture de Gunma |
| Yokokawa       | 横川         | 27,9          | | Annaka       | Préfecture de Gunma |

#### Section Yokokawa - Karuizawa
Fermée en 1997.

#### Section Karuizawa - Shinonoi
Transférée à la Shinano Railway en 1997 et devenue la ligne Shinano Railway.

#### Section Shinonoi - Nagano
| Gare         | Nom japonais | Distance (km) | Correspondances                                                                                        | Localisation | Localisation         |
| ------------ | ------------ | ------------- | --- | ------------ | -------------------- |
| Shinonoi     | 篠ノ井       | 0             | JR East : Shinonoi (interconnexion) Shinano Railway : Shinano Railway (interconnexion)                 | Nagano       | Préfecture de Nagano |
| Imai         | 今井         | 2,1           | | Nagano       | Préfecture de Nagano |
| Kawanakajima | 川中島       | 4,3           | | Nagano       | Préfecture de Nagano |
| Amori        | 安茂里       | 6,4           | | Nagano       | Préfecture de Nagano |
| Nagano       | 長野         | 9,3           | JR East : Hokuriku Shinkansen, Iiyama Shinano Railway : Kita-Shinano (interconnexion) Nagaden : Nagano | Nagano       | Préfecture de Nagano |

#### Section Nagano - Myōkō-Kōgen
Transférée à la Shinanoi Railway en 2015 et devenue la ligne Kita-Shinano.

#### Section Myōkō-Kōgen - Naoetsu
Transférée à l'Echigo Tokimeki Railway en 2015 et devenue la ligne Myōkō Haneuma.

#### Section Naoetsu - Niigata

Plan de la ligne entre Naoetsu et Niigata.

| Gare                  | Nom japonais | Distance (km) | Correspondances                                                          | Localisation | Localisation          |
| --------------------- | ------------ | ------------- | ------------------------------------------------------------------------ | ------------ | --------------------- |
| Naoetsu               | 直江津       | 0             | Echigo Tokimeki Railway : Myōkō Haneuma (interconnexion), Nihonkai Hisui | Jōetsu       | Préfecture de Niigata |
| Kuroi                 | 黒井         | 2,7           |                                                                          | Jōetsu       | Préfecture de Niigata |
| Saigata               | 犀潟         | 7,1           | Hokuetsu Express : Hokuhoku (interconnexion)                             | Jōetsu       | Préfecture de Niigata |
| Dosokohama            | 土底浜       | 9,4           |                                                                          | Jōetsu       | Préfecture de Niigata |
| Katamachi             | 潟町         | 11,2          |                                                                          | Jōetsu       | Préfecture de Niigata |
| Jōgehama              | 上下浜       | 14,0          |                                                                          | Jōetsu       | Préfecture de Niigata |
| Kakizaki              | 柿崎         | 17,6          |                                                                          | Jōetsu       | Préfecture de Niigata |
| Yoneyama              | 米山         | 23,5          |                                                                          | Kashiwazaki  | Préfecture de Niigata |
| Kasashima             | 笠島         | 27,4          |                                                                          | Kashiwazaki  | Préfecture de Niigata |
| Ōmigawa               | 青海川       | 29,6          |                                                                          | Kashiwazaki  | Préfecture de Niigata |
| Kujiranami            | 鯨波         | 32,6          |                                                                          | Kashiwazaki  | Préfecture de Niigata |
| Kashiwazaki           | 柏崎         | 36,3          | JR East : Echigo                                                         | Kashiwazaki  | Préfecture de Niigata |
| Ibarame               | 茨目         | 39,3          |                                                                          | Kashiwazaki  | Préfecture de Niigata |
| Yasuda                | 安田         | 42,2          |                                                                          | Kashiwazaki  | Préfecture de Niigata |
| Kitajō                | 北条         | 44,8          |                                                                          | Kashiwazaki  | Préfecture de Niigata |
| Echigo-Hirota         | 越後広田     | 48,1          |                                                                          | Kashiwazaki  | Préfecture de Niigata |
| Nagatori              | 長鳥         | 50,8          |                                                                          | Kashiwazaki  | Préfecture de Niigata |
| Tsukayama             | 塚山         | 55,8          |                                                                          | Nagaoka      | Préfecture de Niigata |
| Echigo-Iwatsuka       | 越後岩塚     | 60,5          |                                                                          | Nagaoka      | Préfecture de Niigata |
| Raikōji               | 来迎寺       | 63,3          |                                                                          | Nagaoka      | Préfecture de Niigata |
| Maekawa               | 前川         | 67,4          |                                                                          | Nagaoka      | Préfecture de Niigata |
| Miyauchi              | 宮内         | 70,0          | JR East : Jōetsu (interconnexion)                                        | Nagaoka      | Préfecture de Niigata |
| Minami-Nagaoka (fret) | 南長岡 (貨)  | 71,4          |                                                                          | Nagaoka      | Préfecture de Niigata |
| Nagaoka               | 長岡         | 73,0          | JR East : Jōetsu Shinkansen                                              | Nagaoka      | Préfecture de Niigata |
| Kita-Nagaoka          | 北長岡       | 75,5          |                                                                          | Nagaoka      | Préfecture de Niigata |
| Oshikiri              | 押切         | 79,9          |                                                                          | Nagaoka      | Préfecture de Niigata |
| Mitsuke               | 見附         | 84,4          |                                                                          | Mitsuke      | Préfecture de Niigata |
| Obiori                | 帯織         | 88,5          |                                                                          | Sanjō        | Préfecture de Niigata |
| Tōkōji                | 東光寺       | 91,1          |                                                                          | Sanjō        | Préfecture de Niigata |
| Sanjō                 | 三条         | 94.6          |                                                                          | Sanjō        | Préfecture de Niigata |
| Higashi-Sanjō         | 東三条       | 96,2          | JR East : Yahiko                                                         | Sanjō        | Préfecture de Niigata |
| Honai                 | 保内         | 100,0         |                                                                          | Sanjō        | Préfecture de Niigata |
| Kamo                  | 加茂         | 103,8         |                                                                          | Kamo         | Préfecture de Niigata |
| Hanyūda               | 羽生田       | 107,9         |                                                                          | Tagami       | Préfecture de Niigata |
| Tagami                | 田上         | 111,1         |                                                                          | Tagami       | Préfecture de Niigata |
| Yashiroda             | 矢代田       | 114,8         |                                                                          | Niigata      | Préfecture de Niigata |
| Furutsu               | 古津         | 117,9         |                                                                          | Niigata      | Préfecture de Niigata |
| Niitsu                | 新津         | 121,1         | JR East : Ban'etsu Ouest (interconnexion), Uetsu                         | Niigata      | Préfecture de Niigata |
| Satsukino             | さつき野     | 122,6         |                                                                          | Niigata      | Préfecture de Niigata |
| Ogikawa               | 荻川         | 124,9         |                                                                          | Niigata      | Préfecture de Niigata |
| Kameda                | 亀田         | 129,8         |                                                                          | Niigata      | Préfecture de Niigata |
| Echigo-Ishiyama       | 越後石山     | 132,2         |                                                                          | Niigata      | Préfecture de Niigata |
| Niigata               | 新潟         | 136,3         | JR East : Jōetsu Shinkansen, Echigo, Hakushin                            | Niigata      | Préfecture de Niigata |